# Liste der Nummer-eins-Hits in Norwegen (1973)
Diese Liste enthält alle Nummer-eins-Hits in Norwegen im Jahr 1973. Es gab in diesem Jahr sieben Nummer-eins-Singles und acht Nummer-eins-Alben.
| Singles | Alben |
| --- | --- |
| - Gilbert O’Sullivan – Clair - 10 Wochen (45/1972 – 2/1973) - Wencke Myhre – Jeg og du og vi to - 14 Wochen (3/1973 – 16/1973) - Cliff Richard – Power To All Our Friends - 8 Wochen (17/1973 – 24/1973) - Dawn feat. Tony Orlando – Tie A Yellow Ribbon Round The Ole Oak Tree - 8 Wochen (25/1973 – 32/1973) - Stein Ingebrigtsen – Bare du - 3 Wochen (33/1973 – 35/1973) - Albert Hammond – The Free Electric Band - 7 Wochen (36/1973 – 42/1973) - Lillebjørn Nilsen – Barn av regnbuen - 13 Wochen (43/1973 – 3/1974) | - Gilbert O’Sullivan – Back To Front - 16 Wochen (46/1972 – 9/1973) - Elton John – Don't Shoot Me I'm Only the Piano Player - 2 Wochen (10/1973 – 11/1973, insgesamt 3 Wochen) - Deep Purple – Who Do We Think We Are - 1 Woche (12/1973) - Verschiedene Interpreten – Norsk på topp - 1 Woche (13/1973, insgesamt 9 Wochen) - Elton John – Don't Shoot Me I'm Only the Piano Player - 1 Woche (14/1973, insgesamt 3 Wochen) - Verschiedene Interpreten – Norsk på topp - 8 Wochen (15/1973 – 22/1973, insgesamt 9 Wochen) - The Beatles – 1962-1966 - 13 Wochen (23/1973 – 35/1973) - Cat Stevens – Foreigner - 3 Wochen (36/1973 – 38/1973) - The Rolling Stones – Goat's Head Soup - 6 Wochen (39/1973 – 44/1973, insgesamt 7 Wochen; → 1974) - Lillebjørn Nilsen – Portrett - 10 Wochen (45/1973 – 2/1974) |
| | |

Siehe auch: Nummer-eins-Hits 1973 in  Australien, Belgien, Deutschland, Finnland, Frankreich, Irland, Italien, Japan, Kanada, Neuseeland, den Niederlanden, Österreich, der Schweiz, Spanien, den Vereinigten Staaten und im Vereinigten Königreich.